# Valerij Jardy
Valerij Nikolajevitj Jardy (ryska: Валерий Николаевич Ярды), född den 18 januari 1948 i Brenjasji, död 1 augusti 1994 i Tjeboksary i Tjuvasjien i Ryssland, var en sovjetisk tävlingscyklist som tog OS-guld i lagtempoloppet vid olympiska sommarspelen 1972 i München. 